# Piré-Chancé
Pour les articles homonymes, voir Piré et Bataille de Piré.
Piré-Chancé est une commune nouvelle française située dans le département d'Ille-et-Vilaine, en région Bretagne. Elle est issue de la fusion au 1er janvier 2019 des communes de Piré-sur-Seiche et Chancé.

## Géographie

### Localisation
Piré-Chancé est une commune périurbaine influencée et située à 22 km au sud-est de Rennes. Elle est desservie par l'ex-RN 777 (actuelle RD 777). Elle se trouve à 90 km au nord de Nantes et à 125 km à l'ouest du Mans.

### Hydrographie
Pour un article plus général, voir Réseau hydrographique d'Ille-et-Vilaine.
La commune est située dans le bassin Loire-Bretagne. Elle est drainée par la Seiche, la Quincampoix, le Taillepied, le ruisseau de Veloupe et le ruisseau du Hantel,,.
La Seiche, d'une longueur de 97 km, prend sa source dans la commune du Pertre et se jette  dans la Vilaine à Bruz, après avoir traversé 24 communes. 

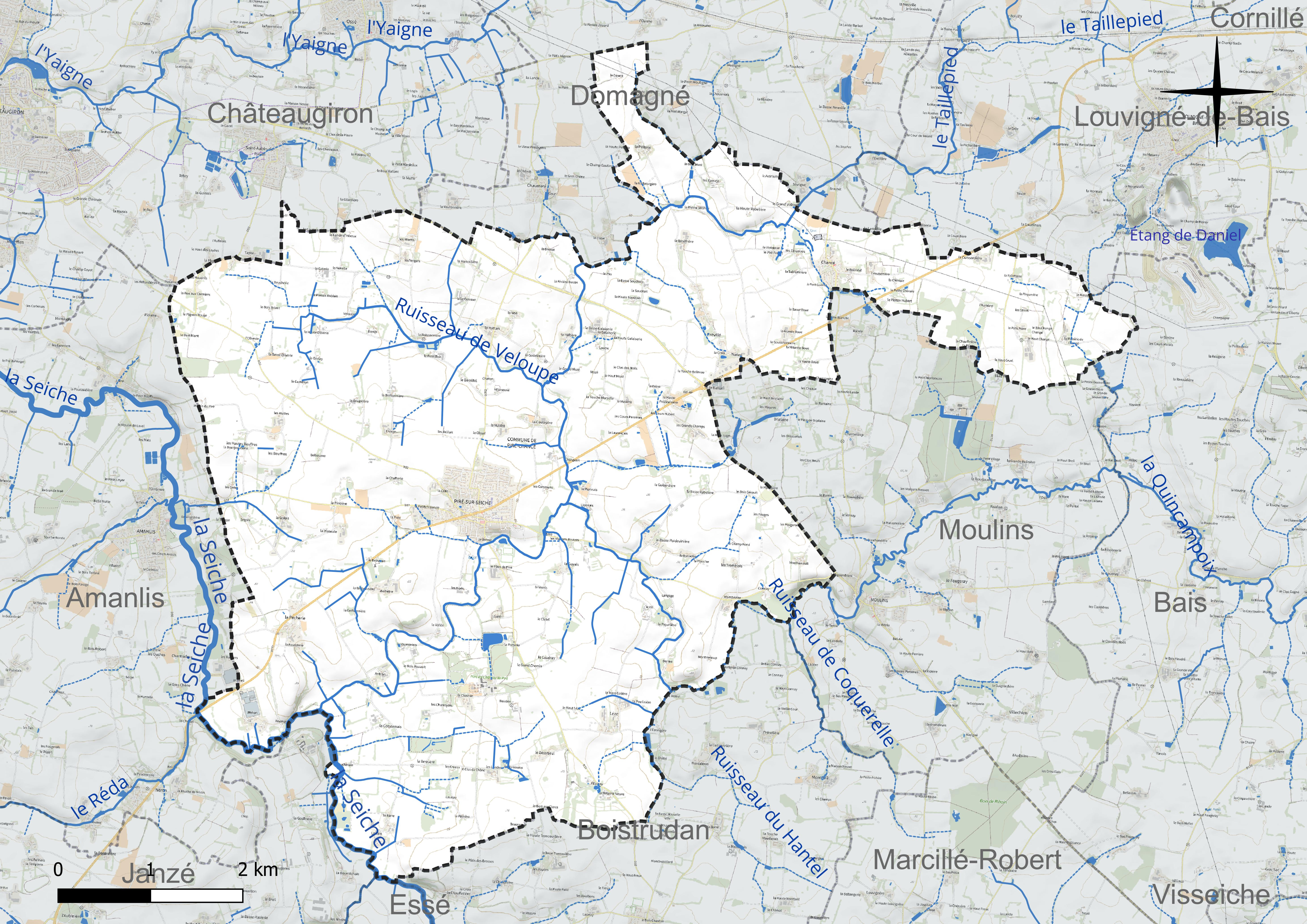
Réseau hydrographique de Piré-Chancé.

La Quincampoix (Seiche), d'une longueur de 33 km, prend sa source dans la commune de Domalain et se jette  dans la Seiche à Janzé, après avoir traversé six communes. 
Le Taillepied, d'une longueur de 14 km, prend sa source dans la commune de Cornillé et se jette  dans la Quincampoix sur la commune, après avoir traversé quatre communes. 

### Climat
Pour des articles plus généraux, voir Climat de la Bretagne et Climat d'Ille-et-Vilaine.
En 2010, le climat de la commune est de type climat océanique altéré, selon une étude du Centre national de la recherche scientifique s'appuyant sur une série de données couvrant la période 1971-2000. En 2020, Météo-France publie une typologie des climats de la France métropolitaine dans laquelle la commune est exposée à un climat océanique et est dans la région climatique Bretagne orientale et méridionale, Pays nantais, Vendée, caractérisée par une faible pluviométrie en été et une bonne insolation. Parallèlement l'observatoire de l'environnement en Bretagne publie en 2020 un zonage climatique de la région Bretagne, s'appuyant sur des données de Météo-France de 2009. La commune est, selon ce zonage, dans la zone « Sud Est », avec des étés relativement chauds et ensoleillés.
Pour la période 1971-2000, la température annuelle moyenne est de 11,6 °C, avec une amplitude thermique annuelle de 13,3 °C. Le cumul annuel moyen de précipitations est de 702 mm, avec 11,9 jours de précipitations en janvier et 6,6 jours en juillet. Pour la période 1991-2020, la température moyenne annuelle observée sur la station météorologique la plus proche, située sur la commune d'Arbrissel à 13 km à vol d'oiseau, est de 12,1 °C et le cumul annuel moyen de précipitations est de 718,7 mm,. Pour l'avenir, les paramètres climatiques de la commune estimés pour 2050 selon différents scénarios d'émission de gaz à effet de serre sont consultables sur un site dédié publié par Météo-France en novembre 2022.

## Urbanisme

### Typologie
Au 1er janvier 2024, Piré-Chancé est catégorisée bourg rural, selon la nouvelle grille communale de densité à sept niveaux définie par l'Insee en 2022.
Elle est située hors unité urbaine. Par ailleurs la commune fait partie de l'aire d'attraction de Rennes, dont elle est une commune de la couronne,. Cette aire, qui regroupe 183 communes, est catégorisée dans les aires de 700 000 habitants ou plus (hors Paris),.

## Toponymie
Le nom de la commune nouvelle est la concaténation des dénominations des deux communes qui ont décidé de fusionner.

## Histoire
Afin d'éviter une baisse des dotations de l'Etat, et prenant en compte le fait que les deux communes avaient un  développement comparable malgré une population  très différente, Dominique Denieul, alors maire de Piré-sur-Seiche a proposé en 2018 à Jean Lebouc, maire de Chancé, de fusionner leurs communes.
Après des réunions de travail puis des réunions publiques, une dans chaque commune, les deux conseils municipaux ont officialisé leur demande de fusion sous le statut de commune nouvelle,.
Celle-ci est entérinée par l'arrêté préfectoral du 11 décembre 2018.

## Héraldique et logotype

### Logotype
| Blason à dessiner | Logotype de la commune nouvelle de Piré-Chancé : signification à compléter |

## Politique et administration

### Rattachements administratifs
La commune se trouve  dans l'arrondissement de Rennes du département d'Ille-et-Vilaine.

### Rattachements électoraux
Pour les élections départementales, la commune fait partie  du canton de Châteaugiron, qui n'est plus qu'une circonscriotion électorale depuis le redécoupage cantonal de 2014 en France.
.Pour les élections législatives, elle fait partie de la deuxième circonscription d'Ille-et-Vilaine.

### Intercommunalité
Piré-Chancé est membre de la communauté de communes dénommée Pays de Châteaugiron Communauté, un établissement public de coopération intercommunale (EPCI) à fiscalité propre auquel appartenaient les deux communes avant leur fusion.

### Communes déléguées
| Nom                     | Code Insee | Intercommunalité                | Superficie (km2) | Population (dernière pop. légale) | Densité (hab./km2) |
| ----------------------- | ---------- | ------------------------------- | ---------------- | --------------------------------- | ------------------ |
| Piré-sur-Seiche (siège) | 35220      | Pays de Châteaugiron Communauté | 36,34            | 2 553 (2016)                      | 70                 |
| Chancé                  | 35053      | Pays de Châteaugiron Communauté | 5,22             | 307 (2016)                        | 59                 |

### Liste des maires
| Période         | Période                   | Identité          | Étiquette | Qualité |
| --------------- | ------------------------- | ----------------- | --------- | --- |
| 11 janvier 2019 | En cours (au 25 mai 2020) | Dominique Denieul | DVD       | Agriculteur Président de la CC Pays de Châteaugiron Communauté (2017 → ) Maire de Piré-sur-Seiche (2008 → 2018) |

## Population et société

### Démographie
| 1968  | 1975  | 1982  | 1990  | 1999  | 2006  |
| ----- | ----- | ----- | ----- | ----- | ----- |
| 2 232 | 1 944 | 2 006 | 1 939 | 2 123 | 2 400 |

| 2011  | 2016  | 2020  | - | - | - |
| ----- | ----- | ----- | - | - | - |
| 2 605 | 2 860 | 3 096 | - | - | - |

### Principaux équipements
La commune se dote en 2019/2020 d'un pôle associatif et culturel à Chancé, autour de l'ancienne mairie et comprenant des espaces communes pour 115 m2, des locaux associatifs(155 m2, une médiathèque de 420 m2 autour d'un jardin,.

## Culture locale et patrimoine

### Lieux et monuments

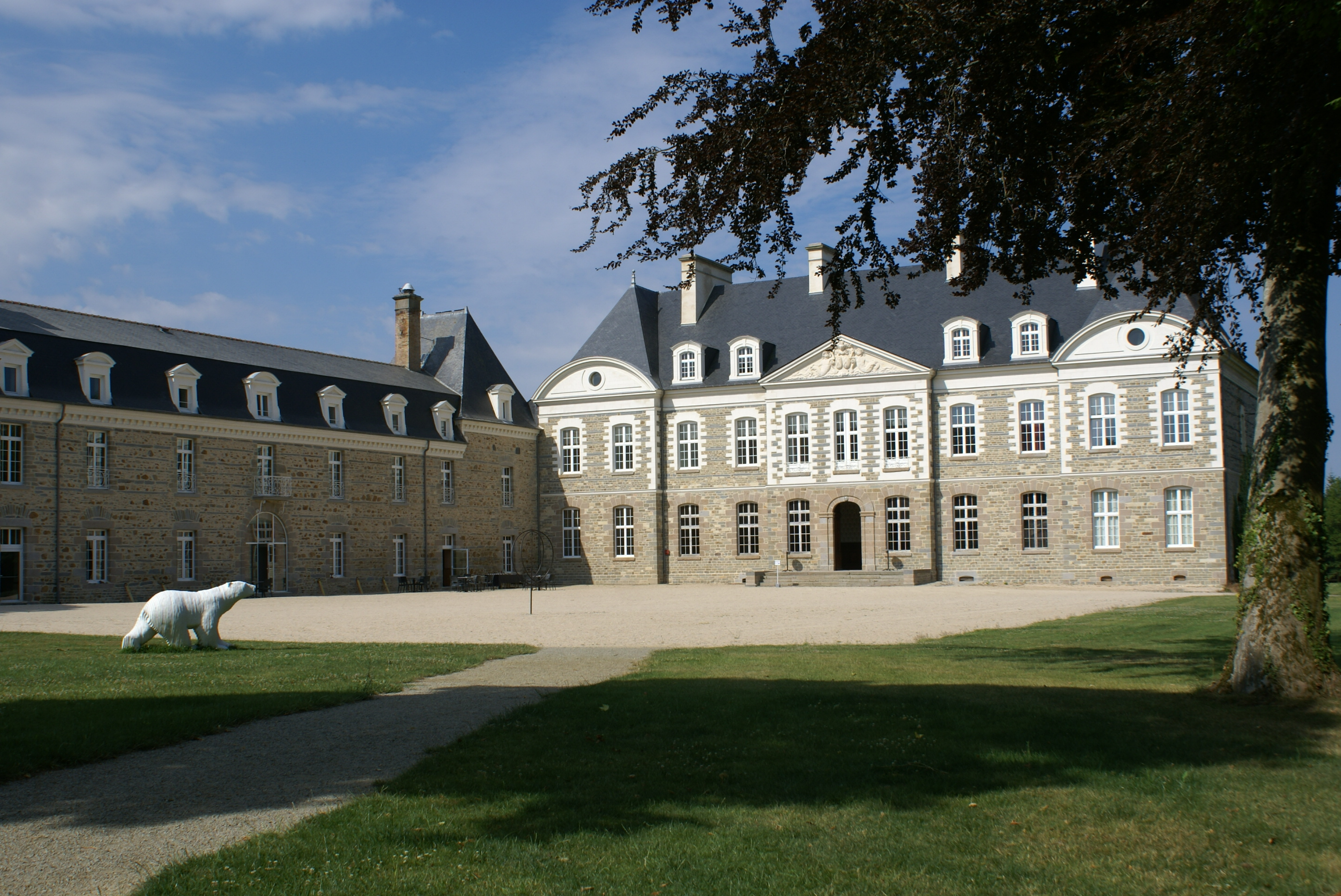
Façade du château des Pères.

Le château des Pères, propriété privée, et son parc, de 70 ha dont une partie, entretenue par les services départementaux, est selon le comité départemental du tourisme, le  quatrième espace naturel le plus visité d'Ille-et-Vilaine après la pointe du Grouin, la Garde Guérin et l'étang de l'Abbaye à Paimpont. Il reçoit plus de 60 000 visiteurs annuels et est connecté aux chemins de randonnée du secteur.